# Кошари (Радомський повіт)
Кошари (пол. Koszary) — село в Польщі, у гміні Ілжа Радомського повіту Мазовецького воєводства.
Населення — 222 особи (2011).
У 1975-1998 роках село належало до Радомського воєводства.

## Демографія
Демографічна структура станом на 31 березня 2011 року:
|          | Загалом | Допрацездатний вік | Працездатний вік | Постпрацездатний вік |
| -------- | ------- | ------------------ | ---------------- | -------------------- |
| Чоловіки | 107     | 20                 | 75               | 12                   |
| Жінки    | 115     | 24                 | 60               | 31                   |
| Разом    | 222     | 44                 | 135              | 43                   |